# 1880 au Canada
Pour un article plus général, voir Chronologie du Canada.
Cet article traite des événements qui se sont produits durant l'année 1880 au Canada.

## Événements

### Politique
- 14 février : Louise du Royaume-Uni, femme du gouverneur général du Canada et fille de la reine Victoria se blesse lors d'un accident de traineau dans une rue d'Ottawa.

- 4 mai : Edward Blake devient le chef du parti libéral du Canada.

- 24 juin : le Ô Canada est chanté pour la première fois. Il deviendra l'hymne national.

- 1er septembre : en vertu de l’Imperial Order in Council du 31 juillet 1880, tous les territoires et possessions britanniques en Amérique du Nord qui n’étaient pas encore intégrés au Canada, et toutes les îles adjacentes à ces territoires et possessions, sauf la colonie de Terre-Neuve et ses dépendances, sont annexés au Canada.
- Visite royale du prince Léopold.

### Justice
- 4 février : cinq membres de la famille Donelly sont tués à Lucan Biddulph (en) (Ontario).
- Affaire de fausse monnaie américaine Million dollar counterfeiting.
- Ouverture du Pénitencier de Dorchester.

### Sport

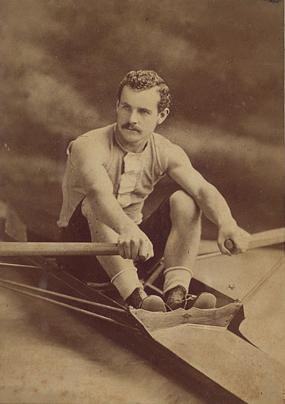
Ned Hanlan

- Ned Hanlan remporte un championnat d'aviron.

### Économie
- Bell Canada commence à offrir le service du téléphone à la population.

### Science
- Le Pigeon migrateur ou tourte est maintenant irréversiblement en voie de disparition. Il faudra changer de viande pour faire des tourtières.

### Culture

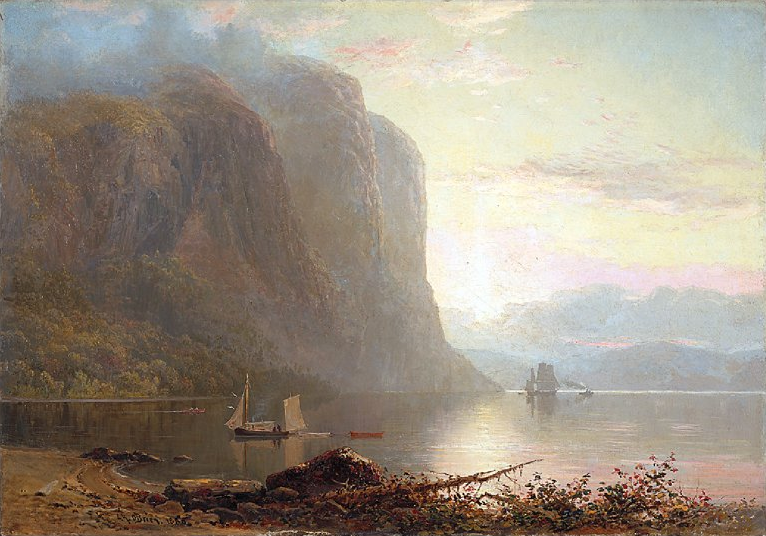
Lever de soleil sur le Saguenay à Cap Trinité. Peinture de Lucius Richard O'Brien

- Inauguration du Musée des beaux-arts du Canada à Ottawa.
- Fondation de l'Académie royale des arts du Canada.
- Livre L'anglicisme, voilà l'ennemi de Jules-Paul Tardivel.

### Religion
- Construction de la chapelle Notre-Dame-de-Lourdes de Montréal par Napoléon Bourassa.
- Construction de la cathédrale Saint-Hyacinthe-le-Confesseur à Saint-Hyacinthe, Québec.
- Construction du Couvent de l'Immaculée-Conception à Bouctouche au Nouveau-Brunswick.

## Naissances
- 17 janvier : Mack Sennett, comédien et réalisateur au cinéma.
- 18 janvier : Richard Squires (en), Premier ministre de Terre-Neuve.
- 21 février : Armand Lavergne, homme politique.
- 22 mars : Allison Dysart, Premier ministre du Nouveau-Brunswick.
- 12 août : Jacob Penner, homme politique
- 29 août : Marie-Louise Meilleur, doyenne de l'humanité pendant un an.
- 12 octobre : 
  - Healey Willan, organiste
  - Louis Hémon, romancier.
- 27 octobre : Vere Ponsonby, 9th Earl of Bessborough, Gouverneur général.

## Décès

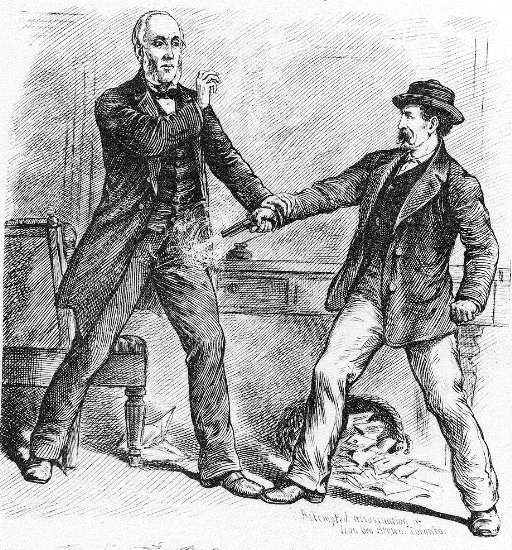
Tentative d'assassinat de George Brown. Il devait mourir des suites de sa blessure.

- 6 février : Edward Barron Chandler, père de la confédération et lieutenant-gouverneur du Nouveau-Brunswick.
- 9 mai : George Brown, père de la Confédération.
- 8 décembre : Charles Fisher, premier ministre de la colonie du Nouveau-Brunswick et père de la confédération.
- 15 décembre : David Christie, homme politique.